# Évrehailles
Évrehailles (en wallon Bail) est une section de la commune belge d'Yvoir située en Région wallonne dans la province de Namur.
Elle fait l'objet d'une première fusion en 1964 avec Houx et Yvoir, le 1er janvier 1977, une nouvelle fusion engendre la commune actuelle (Yvoir).

## Géographie
Évrehailles est situé dans le Condroz. Il est bordé au nord par Bauche, au sud-est par Purnode, au sud-ouest par Houx et à l'ouest par Yvoir ; à 3 km d'Yvoir, 9 km de Dinant et 17 km de Ciney.
Le village est établi dans un site vallonné et s'est développé le long de trois rues principales convergeant vers l'Église Saint-Laurent qui, par son volume de briques et son clocher typé, émerge de l'ensemble (détruite en 1914 par les Allemands et reconstruite en 1922). Évrehailles est constitué de maisons et fermes principalement des XVIIIe et XIXe siècles et d'habitat groupé. En descendant dans la vallée par le nord, voici le hameau de Bauche, construit autour de l'ancienne gare de la ligne Yvoir-Ciney, le long du Bocq.

## Évolution démographique
- Source: DGS, 1831 à 1970=recensements population, 1976= habitants au 31 décembre

## Histoire
Dès le XIVe siècle, la seigneurie d’Évrehailles dépend de la mairie de Houx qui, elle-même, fait alors partie de la prévôté de Poilvache et donc du Comté de Namur.
La seigneurie d’Évrehailles comporte, au XIe siècle, la terre d’Évrehailles, les cours tréfoncières d’Yvoir-la-Ville, d’Houzémont, de Monceau et de Tourment. En 1601, Évrehailles devient une seigneurie hautaine, probablement en signe de reconnaissance pour les services rendus aux archiducs Albert et Isabelle par le seigneur du temps, René de Rosey. En vertu d’un octroi de 1680, ces cours sont réunies en une seule cour foncière. La seigneurie d’Évrehailles possède alors la haute, moyenne et basse justice.  
Lors de la Bataille de France pendant la Seconde Guerre mondiale, Évrehailles est prise le 12 mai 1940 par les Allemands de la Voraus-Abteilung Werner (avant garde de la 5e Panzerdivision de Max von Hartlieb-Walsporn).
Évrehailles cesse d’être une commune à part entière depuis sa fusion avec Yvoir le 5 mai 1964.

## Économie

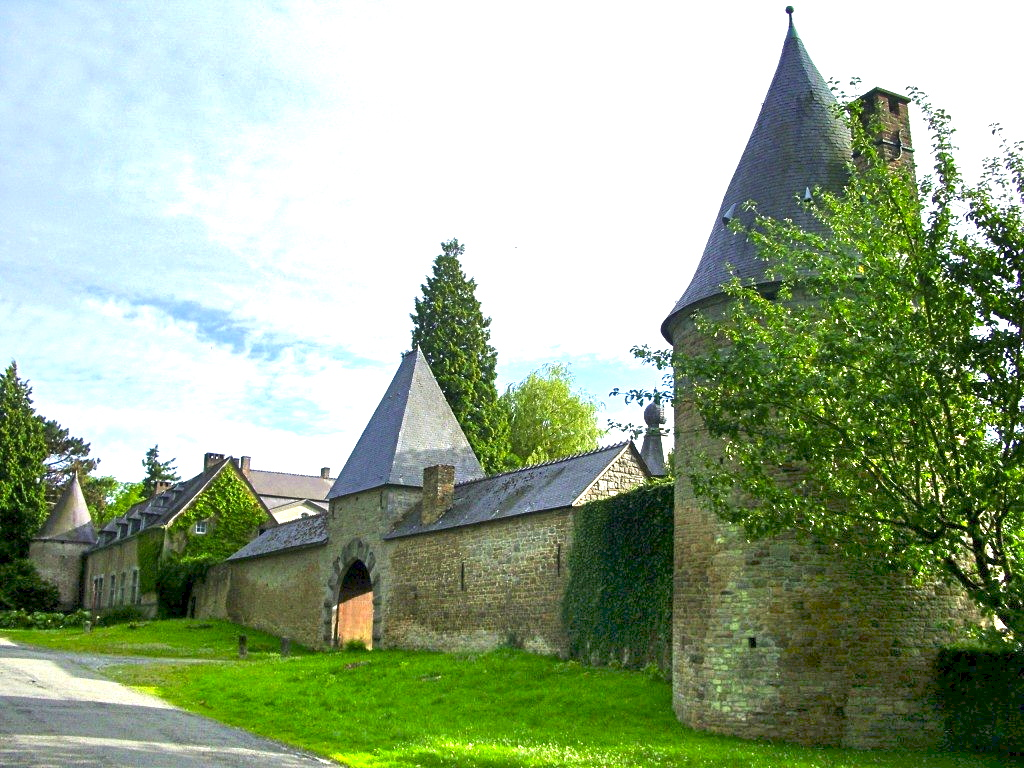
Le château d'Évrehailles.

Durant la première moitié du XIXe siècle, la vie économique y est dominée par le maintien de la métallurgie traditionnelle. En 1858, la forge de la Gayolle utilise toujours la force motrice fournie par le Bocq et comprend trois affineries, une chaufferie et deux marteaux. Elle coexiste avec une industrie extractive qui s’est maintenue bien au-delà de la révolution industrielle et est encore à l’honneur de nos jours.